# Жрново
Жрново је насељено место у саставу града Корчуле, на острву Корчули, Дубровачко-неретванска жупанија, Република Хрватска.

## Географија
Састоји се од заселака Прво село, Брдо, Кампуш и Пострана, а припрадају му и увале Жрновска бања, Врбовица и Медвињак.

## Историја
До територијалне реорганизације у Хрватској налазило се у саставу старе општине Корчула.

## Становништво
На попису становништва 2011. године, Жрново је имало 1.368 становника.
| Број становника по пописима | Број становника по пописима | Број становника по пописима | Број становника по пописима | Број становника по пописима | Број становника по пописима | Број становника по пописима | Број становника по пописима | Број становника по пописима | Број становника по пописима | Број становника по пописима | Број становника по пописима | Број становника по пописима | Број становника по пописима | Број становника по пописима | Број становника по пописима |
| --------------------------- | --------------------------- | --------------------------- | --------------------------- | --------------------------- | --------------------------- | --------------------------- | --------------------------- | --------------------------- | --------------------------- | --------------------------- | --------------------------- | --------------------------- | --------------------------- | --------------------------- | --------------------------- |
| 1857                        | 1869                        | 1880                        | 1890                        | 1900                        | 1910                        | 1921                        | 1931                        | 1948                        | 1953                        | 1961                        | 1971                        | 1981                        | 1991                        | 2001                        | 2011                        |
| 969                         | 1.152                       | 1.385                       | 1.645                       | 1.606                       | 1.781                       | 1.781                       | 1.592                       | 1.439                       | 1.501                       | 1.427                       | 1.363                       | 1.184                       | 1.267                       | 1.296                       | 1.368                       |

Напомена: Од 1857. до 1971. садржи податке за бивше насеље Пострана, које је 1900, 1910. и 1948. исказивано као насеље, а од 1857. до 1971. такође садржи податке за бивше насеље Прво Село које је 1948. исказивано као насеље.

### Попис1991.
На попису становништва 1991. године, насељено место Жрново је имало 1.267 становника, следећег националног састава:
| Попис 1991.‍   | Попис 1991.‍  | Попис 1991.‍ | Попис 1991.‍ | Попис 1991.‍ |
| ------------- | ------------ | ----------- | ----------- | ----------- |
|               |              |             |             |             |
| Хрвати        | Хрвати       |             | 1.181       | 93,21%      |
| Срби          | Срби         |             | 22          | 1,73%       |
| Југословени   | Југословени  |             | 13          | 1,02%       |
| Црногорци     | Црногорци    |             | 3           | 0,23%       |
| Немци         | Немци        |             | 2           | 0,15%       |
| Словенци      | Словенци     |             | 2           | 0,15%       |
| Пољаци        | Пољаци       |             | 1           | 0,07%       |
| остали        | остали       |             | 1           | 0,07%       |
| неопредељени  | неопредељени |             | 27          | 2,13%       |
| регион. опр.  | регион. опр. |             | 2           | 0,15%       |
| непознато     | непознато    |             | 13          | 1,02%       |
| укупно: 1.267 |              |             |             |             |